# Elmar Zeitler
Elmar Zeitler (* 12. März 1927 in Würzburg; † 19. Dezember 2020 in Berlin) war ein deutscher Physiker.

## Leben
Zeitler hat nach seinem Wehrdienst bei der Luftwaffe und amerikanischer Kriegsgefangenschaft in seiner Heimatstadt Würzburg Physik studiert. Seine Dissertation 1953 „Untersuchungen über die harte Sekundärstrahlung der kosmischen Strahlung“ wurde von Helmuth Kulenkampff  betreut. Nach vierjähriger Tätigkeit (1954 bis 1958) in der chemischen Industrie (Bayer Leverkusen) begann er während eines Forschungsaufenthalts 1958 am Nobel Institut für Zellforschung in Stockholm, sich mit den quantitativen Aspekten der Elektronenmikroskopie zu beschäftigen. Aus dieser Zeit stammt die Molekulargewichtbestimmung mit Hilfe des Elektronenmikroskops. Danach erfolgte an der Julius-Maximilians-Universität Würzburg die Habilitation und eine Lehrtätigkeit mit der Vorlesung "Physik für Mediziner". Die quantitative Elektronenmikroskopie blieb das Hauptthema seiner Forschung, die er in Washington in der biophysikalischen Abteilung des Walter Reed Hospitals fortsetzte. Zusammen mit G. Bahr organisierte er 1964 in Washington DC ein Symposium über „Quantitative Electron Microscopy“, das zur Etablierung dieser Forschungsrichtung maßgeblich beitrug. 1968 folgte er einem Ruf als Professor an die University of Chicago, Department of Physics und Department of Biophysics. 1977 wurde er zum wissenschaftlichen Mitglied der Max-Planck-Gesellschaft und als Direktor am Fritz-Haber-Institut in Nachfolge von Ernst Ruska berufen. Er blieb Leiter der Abteilung Elektronenmikroskopie bis zu seiner Emeritierung 1995.
Am Fritz-Haber-Institut förderte er besonders die Arbeit seiner Mitarbeiter auf den Gebieten Quantitative Elektronenmikroskopie (M. van Heel), Cryo-Elektronenmikroskopie mit einer supraleitenden Linse (F. Zemlin), Photoelektronenmikroskopie (W. Engel) und Elektronenenergieverlustspektroskopie (D. Krahl).
Daneben war er Honorarprofessor an der Technischen Universität Berlin, 1975 Gründungsherausgeber der Zeitschrift Ultramicroscopy bei North-Holland (Elsevier) und  Ehrenmitglied in zahlreichen internationalen Organisationen zur Elektronenmikroskopie. Von 1982 bis 1984 amtierte er als Präsident der Deutschen Gesellschaft für Elektronenmikroskopie  und von 1990 bis 1994 als Präsident der International Federation of Societies for Electron Microscopy (IFSEM). 1989 wurde er als Distinguished Scientist von der Electron Microscopy Society of America (EMSA) ausgezeichnet.
Zeitler war Autor und Coautor von zirka 200 wissenschaftlichen Veröffentlichungen.